# Psalidaster fisheri
Psalidaster fisheri är en sjöstjärneart som beskrevs av McKnight 2006. Psalidaster fisheri ingår i släktet Psalidaster och familjen trollsjöstjärnor. Inga underarter finns listade i Catalogue of Life.